# فرانك ستيلويل (راعي البقر)
فرانك ستيلويل (بالإنجليزية: Frank Stilwell) هو راعي البقر أمريكي، ولد في 1856 في آيوا سيتي في الولايات المتحدة، وتوفي في 20 مارس 1882 في توسان في الولايات المتحدة بسبب إصابة بعيار ناري.